# 滇灰木
滇灰木（学名：Symplocos yunnanensis）为山矾科山矾属下的一个种。其种加词 yunnanensis 意为“云南的”。